# Lupinus monserratensis
Lupinus monserratensis är en ärtväxtart som beskrevs av Charles Piper Smith. Lupinus monserratensis ingår i släktet lupiner, och familjen ärtväxter. Inga underarter finns listade i Catalogue of Life.